# Макросс 7
«Макросс 7» (яп. マクロス7 Макуросу сэбун) — телевизионное аниме. Это — продолжение аниме «Гиперпространственная крепость Макросс», сюжет которой происходит спустя много лет после событий первых серий. В Макросс 7 рассказывается история новых героев. Аниме-сериал транслировался по телеканалу MBS с 16 октября 1994 года до 24 сентября 1995 года, было выпущено 49 серий.  «Макросс 7» стал популярен благодаря своей музыке, за время трансляции аниме было выпущено 12 альбомов вымышленной рок-группой Fire Bomber.

## Сюжет
В 2038 году был запущен седьмой корабль класса «Новый Макросс» с колонизаторами на борту. Его капитан — Макс Джениус, ветеран Первой Космической войны. Вместе с запуском корабля создается рок-группа Fire Bomber, солистами которой становятся молодой музыкант Нэкки Басара и дочь капитана корабля,Майлин Джениус. Нэкки Басара (главный герой) живёт в полуразрушенном здании на корабле «Macross 7», который бороздит просторы галактики в поисках пригодной для жизни планеты. Группа Fire Bomber репетирует песни, выступает, пишет новые песни и т. д. Жизнь главных героев протекает мирно и спокойно до тех пор, пока на «Macross 7» не нападают инопланетяне, которые называют себя Протодемонами. Они не убивают людей, а похищают у них энергию, превращая людей в овощи, не способные к взаимодействию с окружающим миром.

## Список персонажей
Нэкки Басара (яп. 熱気バサラ Nekki Basara) — ведущий певец и гитарист рок-группы Fire Bomber. Нэкки- сирота, вырос в горах Японии. Из имущества у него была только акустическая гитара. Его основное хобби- бродить по диким местностям, и играть на гитаре. Через некорое время познакомился с пилотом по имени Рей Лаврок. Благодаря своему красноречию Рей сумел уговорить Нэкки создать рок-группу Fire Bomber. Нэкки — эмоционально неуправляемый пацифист, он фанатично верит в силу музыки. Его ничего не интересует кроме его музыки, и кажется, он не обращает внимание на события происходящие вокруг него; в частности он не обращает внимание на повышенный интерес Майлин к нему. Также следует упомянуть что Нэкки — отличный пилот, он управляет видоизмененным космическим истребителем класса VF-19 «Огненная Валькирия». Система управления истребителем модифицирована для восприятия его электрогитары и его оружие стреляет небольшими капсулами с динамиками которые транслируют его музыку целям.
Майлин Джениус — является второй вокалисткой рок-группы Fire Bomber, так же играет на бас-гитаре. Седьмая дочь капитана Максимилиана Джениуса и мэра Макросс-сити Мирии Ф.Джениус, в её жилах течёт кровь зентради и человека.
Максимилиан Джениус — капитан макроса 7. Впервые этот персонаж появился в первом сериале Гиперпространственная крепость Макросс.
Мирия Ф.Джениус — мэр города макроса 7, а также супруга Максимилиана Джениуса. Впервые этот персонаж появился в первом сериале Гиперпространственная крепость Макросс.